# Перл-Сити

Расположение Перл-Сити

Перл-Сити (англ. Pearl City) — город на острове Оаху Гавайского архипелага, США.
По состоянию на 2000 год здесь проживает 30 976 человек. Перл-Сити расположен вдоль северного берега залива Пёрл-Харбор.

## География
Координаты Перл-Сити: 21°24′30″ с. ш. 157°58′01″ з. д..
Город имеет общую площадь в 15 км², из которых 12,9 км² — суша и 2,1 км² — это акватория.

### Климат
- Средняя температура (зима) 23,6 °C
- Средний минимум (зима): 18,1 °C
- Средняя температура (лето): 29,5 °C
- Средний минимум (лето): 16,7 °C
- Среднегодовая норма осадков: 680,72 мм

## Демография
По состоянию на 2000 год население в городе насчитывалось 30 976 человек, 8 921 семей. Плотность населения составляла 2 399,8 чел./км². Расовый состав составил 17,24 % европеоидов, 2,71 % афроамериканцев, 0,27 % коренных американцев, 53,42 % азиатов, 6,15 % гавайцев, 1,41 % других рас, 18,81 % произошли от смешения двух или более рас, 7,30 % населения были латиноамериканцами.
Здесь проживает 8 922 семей, из которых 25,2 % имеют детей в возрасте до 18 лет, проживающих с ними, 63,9 % являются супружескими парами, живущие вместе, в 12,3 % семей женщины проживают без мужей.
18,8 % населения до 18 лет, 13,7 % с 18 до 24 лет, 27,2 % с 25 до 44 лет, 23,2 % от 45 до 64, и 17,1 % населения 65 лет и старше. Средний возраст составляет 37 лет. На каждые 100 женщин приходится 115,2 мужчин. На каждые 100 женщин возраста 18 лет и старше приходится 117,3 мужчин.

## Правительство и инфраструктура
Департамент полиции Гонолулу имеет отделение в Перл-Сити.
Почтовая служба США так же имеет своё отделение в Перл-Сити.

## Образование
В Перл-Сити работает комплекс Гавайского департамента образования (начальные, средние и старшие школы) государственных школ.
Начальные школы в Перл Сити включают Манана, Палисейдс, Перл-Сити, и горный Перл-Сити. В соседних Момилани и Уэйо так же есть начальные школы. Средняя школа Пёрл-Сити находится в Waimalu CDP Пёрл-Сити.

## Известные жители
- Брук Ли, Мисс США и «Мисс Вселенная» 1997 года.
- Ли, Джейсон Скотт, киноактёр, известен своими ролями в Дракон: История жизни Брюса Ли, Киплинг: Книга джунглей, и озвучкой Лило и Стич.